# Lymantria leucophaes
Lymantria leucophaes är en fjärilsart som beskrevs av Collenette 1936. Lymantria leucophaes ingår i släktet Lymantria och familjen tofsspinnare. Inga underarter finns listade i Catalogue of Life.